# Avenida Libertador Bernardo O'Higgins (Rancagua)
La Avenida Libertador Bernardo O'Higgins, también conocida como Alameda de Rancagua o simplemente Alameda, es una arteria vial ubicada en la ciudad chilena de Rancagua. Fue nombrada así en honor a Bernardo O'Higgins Riquelme, político y militar chileno.
La avenida cruza en sentido este-oeste gran parte de la zona urbana de la ciudad de Rancagua, demarcando el centro histórico de la ciudad, por el norte. Es paralela a las avenidas Millán y República de Chile.

## Historia
El trazado del casco histórico de Rancagua se proyectó, inicialmente, siguiendo el modelo del plano ortogonal (también llamado damero), muy utilizado en España, que consiste en un plano similar a un tablero de ajedrez; 8 cuadras por 8 cuadras. Las cuadras estaban rodeadas por 4 acequias, (en las llamadas cañadillas), de las cuales, la que se encontraba en el límite norte, corresponde a la actual Alameda de Rancagua.  En los años posteriores, se incluyeron a lo largo del trazado, plantaciones de árboles, especialmente álamos.

## Ubicación
La vía nace, en su extremo oeste, en la intersección con la Avenida Salvador Allende, en las afueras del Hospital Regional de Rancagua, desde donde inicia su recorrido en dirección oriente. La avenida cruza mediante un paso bajo nivel la vía férrea del Ferrocarril Longitudinal Sur, pasando por el frontis del campus Rancagua de la Universidad de O'Higgins y las Torres de la Alameda. En el bandejón central se ubica la Bandera del Bicentenario, junto con un parque urbano, en donde se exhiben monumentos a la actividad minera de la zona. La vía pasa por debajo de la Ruta Travesía (ex Ruta 5 Sur), constituyendo uno de los accesos viales a la ciudad de Rancagua. La vía continúa hacia el este pasando por el exterior del Parque Cataluña, para luego cruzar la rotonda La Compañía, punto en el cual realiza un giro en sentido sureste, hasta culminar en su intersección con la Avenida Miguel Ramírez.

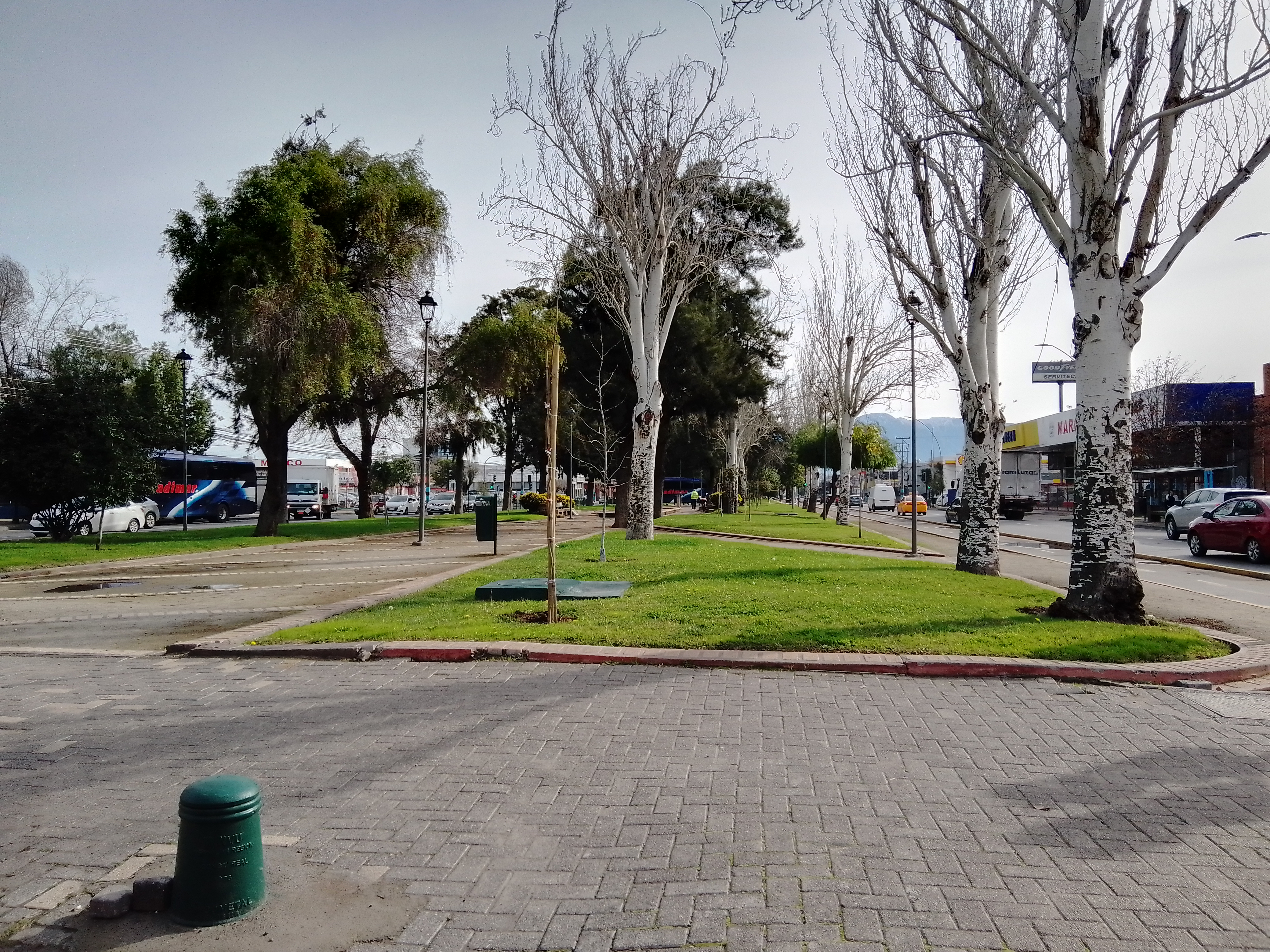
Vista del bandejón central de la avenida.